# Nicole Ansperger
Nicole Ansperger (1981, Stuttgart, Alemania) es una violinista alemana, conocida por tocar en la banda de folk metal Eluveitie entre (2013-2015, 2016-presente)

## Discografía

### ConEluveitie
- 2014 - Origins

## Equipo
- Violines: Diamo Carbon, Viper 7 String
- Auriculares: Audioprotect/Vision Inear